# Friedrich van Calker

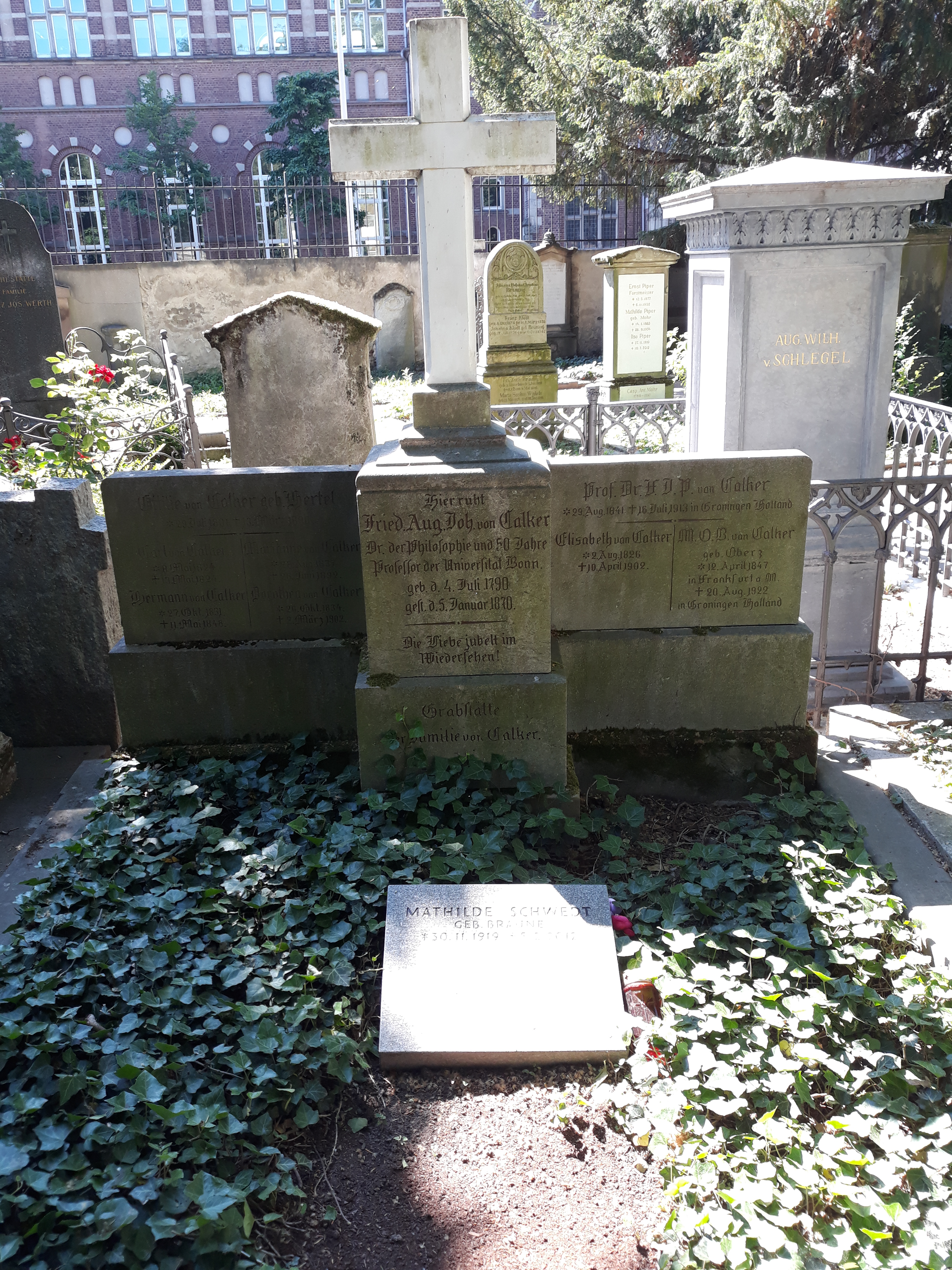
Das Grab von Friedrich van Calker im Familiengrab auf dem Alten Friedhof Bonn.

Johann Friedrich August van Calker (* 4. Juli 1790 in Neudietendorf, Herzogtum Gotha; † 5. Januar 1870 in Bonn) war ein deutscher Philosoph.
Calker studierte in Jena. Jakob Friedrich Fries war sein akademischer Lehrer. Nach seiner Habilitation in Berlin wurde er 1818 außerordentlicher Professor der Philosophie an der Universität Bonn. 1826 wurde er ordentlicher Professor. 1847/48 amtierte er als Rektor der Universität.

## Werke
- Die Bedeutung der Philosophie. Einleitende Vorlesungen. Berlin: Dümmler 1818.
- Urgesetzlehre des Wahren, Guten und Schönen. Berlin 1820.
- Denklehre. Bonn 1822.